# Unia Samarytańska Kościołów Starokatolickich
Unia Samarytańska Kościołów Starokatolickich – nieistniejący już związek samodzielnych krajowych Kościołów starokatolickich, uznających te same podstawy wiary, te same porządki ustrojowe i liturgiczne, tworzących tym samym wspólnotę Kościołów starokatolickich. Fundatorem i założycielem tej unii był abp Bogdan Piotr Filipowicz.

## Historia
Unia Samarytańska Kościołów Starokatolickich powstała 8 grudnia 1977 roku na mocy porozumienia podpisane przez zwierzchników czterech wspólnot starokatolickich: abpa Bogdana Piotra Filipowicza z Kościoła Staro-katolickiego w PRL, abpa Roberta Zaborowskiego z Kościoła Starokatolickiego Mariawitów w Ameryce Północnej, biskupa J.M. Nevilloy'a z Tradycyjnego Kościoła Starokatolickiego w Kanadzie i oraz ks. Klaudiusza Perendyka z Misji Starokatolickiej w Niemczech. Unia miała na celu współdziałanie Kościołów na polu ekumenicznym i dobroczynnym. 
Ze względu na zawirowania polityczne mające miejsce w latach głębokiego komunizmu w Europie Unia nie przetrwała próby czasu i w 1989 nastąpiło jej rozwiązanie.